# Шемахинский район
Шемахи́нский райо́н (азерб. Şamaxı rayonu) — район в Азербайджане. Административный центр — город Шемахы. Расстояние до Баку составляет 135 км.

## История
Шемахинский район — центр древнего Ширвана — бывшего государства Ширваншахов — исторической области на территории современного Азербайджана. Расположен на юго-восточных предгорьях Большого Кавказа.
Долгое время территория Шемахи находилась в составе Арабского халифата. После ослабления халифата на данной территории образовалось Государство Ширваншахов.
По указу Ферабуза Омаром Кафиаддином, дядей Хагани в Ширване была создана и действовала медицинская академия. Академия занималась лечением нервных болезней.
После Ширваншахов данной территорией управляли беглербеки.
По причине убийства русских купцов вспыхнула русско-персидская война 1722—1723 годов. В результате Шемаха была разграблена и разрушена.
В середине XVIII века на данной территории возникло ханство.
На данной территории побывали и оставили свои сведения многие известные путешественники и писатели. По сведениям Адама Олеария и Эвлии Челеби в 1643 — 1650 годах в Шемахе было 70 мечетей, 44 каравансарая, 40 медресе, 7 хамамов, десятки площадей и рынков.

### Период Российской империи
В начале XIX века территория вошла в состав Российской империи.
В 1846 году после вхождения территорий современного Азербайджана в состав России была образована Шемахинская губерния и Шемахинский уезд.
Во второй половине XIX века начало формироваться образование. Были открыты начальная школа, школа для девочек, русско-азербайджанская школа, народная школа.
2 декабря 1859 года город Шамахи был разрушен в результате землетрясения. Центр губернии был перенесён в Баку. Губерния стала называться Бакинской.
В 1858 году в Шемахе побывал Александр Дюма, описав путешествие в очерке «Кавказ».

### Период Азербайджанской ССР
После Октябрьской революции 8 августа 1930 года на территории бывшего Шемахинского уезда был образован Шемахинский район.
24 января 1939 года 1 сельсовет Шемахинского района был передан в Кази-Магомедский район. 8 октября 1943 года 3 сельсовета Шемахинского района были переданы в новый Ахсуинский район, а 13 сельсоветов — в новый Маразинский район. 4 декабря 1959 года к Шемахинскому району был присоединён Маразинский район (восстановлен в 1990 году под названием Гобустанский район).
В период СССР была сформирована образовательная сеть на территории всего района. В Шемахе были открыты Школа педагогов, сельскохозяйственный техникум, медицинская школа.
В 1930 году в Шемахинском районе был открыт отдел здравоохранения.
В 1934 году по указанию народного комиссара здравоохранения Азербайджанской ССР Мовсума Кадырли открыт противотуберкулёзный санаторий. В период Великой отечественной войны санаторий был превращён в госпиталь. После войны на месте госпиталя была открыта районная больница.
В 1946 году был создан детско-юношеский центр развития, который действует до сих пор.
С 1978 года действует центр экологического воспитания.
Расцвет Шемахинского района в период СССР пришёлся на 1970-е — 1980-е годы.

## География
Район расположен на южных и юго-восточных склонах Большого Кавказа. На севере района расположен водораздел Главного Кавказского хребта, на западе — перевал Ахсу, на юго-западе — Лянгябизский хребет, на юге — Ширванская равнина, на юго-востоке - Гобустанское кочевье. С востока по границе района протекает река Пирсагат.
Территория района составляет 154 691 гектар. Общая площадь пригодных земель составляет 112 500 гектар. 12 300 гектар заняты лесом. 80 % территории района находятся на низменности и плоскогорье. 20 % расположены на высоте 1 500 метра над уровнем моря. Высшей точкой района считается пик Гюлюмдосту.
Климат района — умеренно-теплый. Ландшафт изменчив. Степи сменяют предгорные луга, леса. Почва района плодородная, богатые флора и фауна. На территории района произрастает более 50 видов лекарственных растений.
В районе расположены грязевые вулканы. 9 марта 2024 года на территории села Меликчобанлы произошло извержение грязевого вулкана. Выбросы брекчии достигали высоты 10-15 метров.

## Население
На 1 января 2023 года численность населения района составила 104 848 чел. Плотность населения составила 63 чел. на 1 км2.
49 120 человек проживало в городе (46,85 %), 55 728 чел. — в селе (53,15 %).

### Численность населения (тыс. чел., на конец года)
| Годы        | 2015  | 2018  | 2019  | 2020  | 2021  | 2022  |
| ----------- | ----- | ----- | ----- | ----- | ----- | ----- |
| Численность | 101,2 | 105,1 | 102,1 | 103,1 | 103,9 | 104,8 |

## Экономика
Район относится к Горно-Ширванскому экономическому району.
Площадь пригодных под сельское хозяйство земель составляет 29 897 гектар. На 2022 год 20 149 гектар засеяно под зерновые и зерно-бобовые, в том числе 12 170 гектар под летнюю и озимую пшеницу. 267 гектар засеяно под сахарную свеклу, 339 гектар — под картофель, на 180 гектарах засеяны овощи, 15 гектар отведено под бахчевые, 880 гектар — сады.
На 2022 год районом произведено 38 095 тонн зерновых и зернобобовых, в том числе 21 905 тонн пшеницы, 20 349 тонн сахарной свеклы, 2 334 тонны картофеля, 1 333 тонн овощей, 43 тонны бахчевых, 2 017 тонн фруктов и ягод.
В 2022 году район произвёл 44 013 тонн молока, 23 174 000 шт яиц, 277 тонн шерсти.
На территории района созданы агропарки. Развито пчеловодство. На 2021 год количество пчёл в пчеловодствах составило 14 606.
Площадь пастбищ составляет 40 226 гектар.
В 2022 году в районе сдано 7 965 м2 жилья.
Действует 19 промышленных предприятий.
Шемахинский район — крупнейший центр азербайджанского виноградарства. В горных селах ткут знаменитые ковры.
В последние годы данный регион стал популярным местом отдыха туристов. Предпочитающие пешие походы, совершают отсюда экскурсии в города Губа и Исмаиллы. Экотуристы стремятся посетить Джангинский лес, в котором растут дикая яблоня, груша, алыча, а на его окраине, рядом с ущельем, бьют сернистые источники.

## Фестиваль винограда и вина
30 августа 2019 года в селе Мейсари Шамахинского района стартовал первый Азербайджанский фестиваль винограда и вина, который был организован при поддержке Фонда Гейдара Алиева и длился 2 дня. На протяжении фестиваля проводились дегустации  местных сортов вин.

## Политическое устройство
Главой Шемахинского района является Глава исполнительной власти.
Главы исполнительной власти:
- Алиев, Акиф Бахыш оглы — до 26 марта 2004
- Мамедов Натиг Насир оглу — с 26 марта 2004 по 6 июля 2006[9]
- Исмайлов, Назим Мехди оглы — с 7 июля 2006[9]

## Административное устройство
В районе действует один городской (Шемахы), три поселочных (Шахрияр, Мадраса и Сабир) и 46 сельских муниципалитетов. В районных муниципалитетах действует 372 членов. Большая часть муниципалитетов за последнее время принимают активное участие в решении социально-экономических проблем на местах.
| #  | Село           | Оригинальное название на азерб. | Хозяйства | Население |
| -- | -------------- | ------------------------------- | --------- | --------- |
|    | Всего          |                                 | 12131     | 53 618    |
| 1  | Авахыл         | Avaxıl                          | 99        | 490       |
| 2  | Аджыдаря       | Acıdərə                         | 3         | 6         |
| 3  | Адналы         | Adnalı                          | 175       | 965       |
| 4  | Ашкар          | Aşkar                           | 5         | 6         |
| 5  | Багирлы        | Bağırlı                         | 462       | 1957      |
| 6  | Джабаны        | Cabanı 1                        | 76        | 387       |
| 7  | Икинчи Джабаны | Cabanı 2                        | 125       | 457       |
| 8  | Чаган 1        | Çağan 1                         | 44        | 184       |
| 9  | Чаган 2        | Çağan 2                         | 36        | 149       |
| 10 | Чархан         | Çarhan                          | 525       | 2599      |
| 11 | Чайлы 1        | Çaylı 1                         | 368       | 1685      |
| 12 | Чайлы 2        | Çaylı 2                         | 91        | 510       |
| 13 | Чыраглы        | Çıraqlı                         | 42        | 242       |
| 14 | Чёл-Гёйляр     | Çöl – Göylər                    | 41        | 185       |
| 15 | Чухурюрд       | Çuxuryurd                       | 794       | 1048      |
| 16 | Даг-Багирлы    | Dağ-Bağırlı                     | 168       | 1258      |
| 17 | Дядягюняш      | Dədəgünəş                       | 52        | 198       |
| 18 | Демирчи        | Dəmirçi                         | 102       | 582       |
| 19 | Ахмедлы        | Əhmədli                         | 123       | 502       |
| 20 | Ангехаран      | Əngəxaran                       | 196       | 856       |
| 21 | Арчиман        | Ərçiman                         | 139       | 585       |
| 22 | Гёйляр         | Göylər                          | 1860      | 6462      |
| 23 | Гаджылы        | Hacılı                          | 73        | 365       |
| 24 | Гаджыгядирлы   | Hacıqədirli                     | 94        | 525       |
| 25 | Хамйали        | Həmyəli                         | 205       | 1102      |
| 26 | Боюк-Хыныслы   | Böyük-Xınıslı                   | 11        | 412       |
| 27 | Кечмедин       | Keçmədin                        | 51        | 211       |
| 28 | Келахана       | Kələxana                        | 139       | 804       |
| 29 | Кяркяндж       | Kərkənc                         | 166       | 730       |
| 30 | Лалезар        | Laləzar                         | 62        | 384       |
| 31 | Мелхам         | Məlhəm                          | 414       | 1392      |
| 32 | Меликчобанлы   | Məlikçobanlı                    | 347       | 1882      |
| 33 | Мeлджек        | Məlcək                          | 94        | 487       |
| 34 | Марзандия      | Mərzəndiyə                      | 169       | 1026      |
| 34 | Мейсари        | Meysəri                         | 162       | 690       |
| 35 | Мирикенд       | Mirikənd                        | 170       | 799       |
| 36 | Муганлы        | Muğanlı                         | 240       | 1061      |
| 37 | Кировка        | Kirovka                         | 212       | 864       |
| 38 | Нуйду          | Nüydü                           | 113       | 630       |
| 39 | Овджулу        | Ovculu                          | 249       | 1127      |
| 40 | Пирбехли       | Pirbəhli                        | 38        | 184       |
| 41 | Галадяряси     | Qaladərəsi                      | 36        | 143       |
| 42 | Гаравелли      | Qaravəlli                       | 278       | 1143      |
| 43 | Галлейбугурд   | Qəleybuğurd                     | 192       | 801       |
| 44 | Гызмейдан      | Qızmeydan                       | 258       | 1114      |
| 45 | Гонагкенд      | Qonaqkənd                       | 166       | 829       |
| 46 | Гурдтепе       | Qurdtəpə                        | 139       | 804       |
| 47 | Гушчу          | Quşçu                           | 558       | 3681      |
| 48 | Сабир          | Sabir                           | 546       | 3702      |
| 49 | Сабирли        | Sabirli                         | 61        | 380       |
| 50 | Сафалы         | Safalı                          | 31        | 134       |
| 51 | Сагийан        | Saqiyan                         | 145       | 646       |
| 52 | Шахрияр        | Şəhriyar                        | 610       | 2109      |
| 53 | Шeредил        | Şərədil                         | 147       | 577       |
| 54 | Ширван         | Şirvan                          | 88        | 412       |
| 55 | Сис            | Sis                             | 79        | 348       |
| 56 | Талышнуру      | Talışnuru                       | 77        | 317       |
| 57 | Маммедбейли    | Məmmədbəyli                     | 6         | 41        |
| 58 | Еникенд        | Yenikənd                        | 40        | 180       |
| 59 | Зарат-Хейбери  | Zarat – Xeybəri                 | 40        | 233       |

### Упразднённые населённые пункты
- Дерекеркенч

## Инфраструктура
В районе расположены 21 дошкольное учреждение, 69 школ, 39 библиотек, 27 клубов, 4 музея, 2 парка.
Библиотечный фонд насчитывает 379 000 книг.
Открыт центр Г. Алиева, центр ASAN, Олимпийский центр, мечеть, краеведческий музей, детско-юношеская шахматная школа, Шемахинский творческий центр, стадион.
В селе Демирчи действует музей этнографии, сафари-парк.
Действует Шемахинская астрофизическая обсерватория.
82,3 % населённых пунктов района газифицированы (20 940 домохозяйств из 21 760).
От реки Агсучай протянут магистральный канал длинной 19,2 км, обеспечивший водой 4 села.
Действует лицей технических, гуманитарных и естественных наук, Шемахинский Европейский лицей.

## Медицина
В районе расположены 2 больницы на 154 коек, 17 поликлиник.
26 ноября 2009 года открыт Лечебно-диагностический центр.
Вследствие эпидемии коронавируса из 34 042 сделанных тестов 7 197 были положительными. 7 062 чел. излечились, 129 чел. умерло. В районе осуществляется вакцинация. 38 254 чел. получили 1 дозу, 23 895 чел. бустерную дозу вакцины.

## Главы
Первые секретари районного комитета партии:
- Амин Хидаятов (?—1952)
- Хидаят Самедов (1953)
- Искендер Искендеров (1953)
- Рашид Бабаев (1962—1965)
- Сабир Шафиев[азерб.] (1965—1970)
- Юнис Рзаев (1970—1973)
- Сагиб Саилов[азерб.] (1974—1976)
- Фейруз Мустафаев (1977—1987)
- Ингилаб Искендеров[азерб.] (?—1991)

С 1991:
- Ингилаб Искендеров[азерб.] (1991 — 20 мая 1992)[10]
- Али Шахбаз оглы Мамедов (20 мая 1992 — 18 ноября 1992)[10][11]
- Ширзад Эйюбов[азерб.] (18 ноября 1992 — 10 ноября 1993)[11][12]
- Худаверди Башир оглы Лазымов (10 ноября 1993 — 14 августа 1995)[12][13]
- Ибрагим Магомедали оглы Мамедов (14 августа 1995 — 1 августа 2000)[14][15]
- Акиф Бахыш оглы Алиев (1 августа 2000 — 26 марта 2004)[16][17]
- Натиг Мамедов (26 марта 2004 — 6 июля 2006)[18][19]
- Назим Исмаилов[азерб.] (7 июля 2006 — 21 апреля 2011)[20][21]
- Асиф Мамедов[азерб.] (21 апреля 2011 — 15 февраля 2013)[22][23]
- Асиф Агаев[азерб.] (15 февраля 2013 — 30 октября 2018)[24]
- Тахир Мамедов (с 30 октября 2018)[25]

## Достопримечательности
В районе значительное количество исторических памятников, таких как, мечеть Джума (VIII—XIX вв.), мавзолей Пир-Мардакян (XII—XIII в.), мавзолей кладбища Шахандан (XVII в.), комплекс из 7 мавзолеев Едди Гюмбез (XVIII в.), развалины легендарной крепости Кале-и Бугурт (XII—XVI вв.), крепость Гюлистан (VIII—XV вв.), комплекс из 8 мавзолеев в селе Калахана (XVII в.).
На правом берегу реки Пирсаат расположился поселок Чухурюрт, населённый молоканами — выходцами из России. В местечке Гырх Булаг («сорок родников») — бьёт множество источников с ключевой водой. Возле села Мелхем расположена знаменитая пещера, известная своими целительными свойствами. Рядом с поселком Пиргулу расположена Шемахинская астрофизическая обсерватория (ШАО) им. Насреддина Туси. Первый из самых крупных телескопов бывшего СССР был установлен именно здесь.
На территории района расположен Пиргулинский заповедник. Он образован в 1968 году и состоит из трех участков площадью 1521 га, из которых 1362 га занимают леса на высоте 8000-2000 м над уровнем моря. Флора заповедника насчитывает 45 редких и эндемических видов растений, многие из которых занесены в Красную книгу.